# Ur-Lumma
Ur-Lumma (en sumeri: 𒌨𒀭𒈝𒂷, Ur DLum-ma) va ser rei de la ciutat estat d'Umma cap a l'any 2400 aC. El seu pare era el rei Enakale, a qui Eannatum I rei de Lagaix va derrotar completament.
Va reclamar per a ell el títol de "rei" (Lugal). Va entrar de nou en conflicte am Lagaix, quan va voler tornar a envair la fèrtil planura de Gu-Edin, situada entre Umma i Lagaix. Ur-Lumma, va atacar Lagaix i el seu rei Enannatum I, successor d'Eannatum. Va aconseguir "destruir amb foc l'estela d'Eannatum i els santuaris dels déus instal·lats al seu costat". Ur-Lumma va vèncer Enannatum i va ocupar Lagaix, però finalment va ser repel·lit per Entemena, el fill d'Enannatum.